# Billboard Music Awards
Die Billboard Music Awards sind von der Fachzeitschrift Billboard jährlich vergebene Preise, die die erfolgreichsten Musiker des Jahres auszeichnen. Wichtigste Auswahlkriterien sind Hitparadenplatzierungen, Anzahl verkaufter Tonträger und die Radiopräsenz eines Interpreten. Neben den American Music Awards, den Grammy Awards und der Aufnahme in die Rock and Roll Hall of Fame zählen die Billboard Music Awards zu den bedeutenden Auszeichnungen für populäre Musik in den USA.

## Geschichte
Die Billboard Music Awards wurden erstmals 1990 vergeben. Die Verleihung fand von 1990 bis 2006 jeweils im Dezember statt. Ausgezeichnet wurden je ein herausragendes Album, Single und Musiker verschiedener Genres. Die Preisverleihung wurde von 1990 bis 2006 von Fox im Fernsehen übertragen. Von 2007 bis 2010 wurde zwar weiterhin der Künstler des Jahres ausgezeichnet, weitere Preise wurden jedoch nicht mehr vergeben, dementsprechend fand auch keine Fernsehshow mehr statt.
2011 kehrte der Award zurück, wird seitdem allerdings im April oder Mai vergeben. Die Produktion für die Fernsehübertragung übernahm Dick Clark Productions. Die Preisverleihung wurde anschließend sieben Jahre auf ABC übertragen und wechselte dann zu NBC.
Die Verleihung selbst fand bislang an verschiedenen Orten statt, meist in Kalifornien und Las Vegas. Durch den Abend führen ein oder mehrere Moderatoren. 2020 musste die Veranstaltung wegen der COVID-19-Pandemie zunächst auf den 14. Oktober 2020 verlegt werden.

## Vergabekriterien
Beim Billboard Music Award handelt es sich um eine Auszeichnung, die ausschließlich auf Grund der Verkäufe vergeben wird. Einberechnet werden alle Verkäufe, ob digital oder in physischer Form sowie Radiopräsenz und in späteren Jahren Streaming. Die dementsprechenden Daten werden vom Magazin Billboard sowie ihren Partnern MRC Data und Next Big Sound erhoben. Die Verleihung erfolgt in mehreren Kategorien, die wechseln können und sich unter anderem nach den Musikgenres ausrichten. Nur einige wenige Awards weichen von diesem Schema ab. So werden 2021 die Kategorien Top Social Artist und Top Collaboration per Onlinevoting vergeben.

## Übersicht über die Verleihungen
| #                | Jahr | TV  | Top Artist        | Top Male Artist   | Top Female Artist  | Top New Artist | Top Duo/Group       | Top Hot 100 Song                                                | Top Billboard 200 Album                                    | Häufigste Gewinner                     | Moderation                                        | Ort                                         | Quelle |
| ---------------- | ---- | --- | ----------------- | ----------------- | ------------------ | -------------- | ------------------- | --------------------------------------------------------------- | ---------------------------------------------------------- | -------------------------------------- | ------------------------------------------------- | ------------------------------------------- | ------ |
| 1                | 1990 | Fox |                   | Phil Collins      | Janet Jackson      |                |                     | Hold On von Wilson Phillips                                     |                                                            | Janet Jackson (8)                      | Paul Shaffer & Morris Day mit Jerome Benton       | Barker Hangar, Santa Monica, Kalifornien    | [ 5 ]  |
| 2                | 1991 | Fox |                   |                   | Mariah Carey       |                |                     | (Everything I Do) I Do It for You von Bryan Adams               | Mariah Carey von Mariah Carey                              | Garth Brooks, C+C Music Factory (je 5) | Paul Shaffer                                      | Barker Hangar, Santa Monica, Kalifornien    | [ 6 ]  |
| 3                | 1992 | Fox |                   |                   |                    | Kris Kross     |                     | End of the Road von Boyz II Men                                 |                                                            | Michael Jackson (3)                    | Phil Collins                                      | Universal Amphitheater, Los Angeles         | [ 7 ]  |
| 4                | 1993 | Fox | Whitney Houston   |                   | Whitney Houston    |                |                     | I Will Always Love You von Whitney Houston                      | The Bodyguard Soundtrack von Whitney Houston               | Whitney Houston (11)                   | Phil Collins                                      | Universal Amphitheater, Los Angeles         | [ 8 ]  |
| 5                | 1994 | Fox |                   | Snoop Dogg        | Mariah Carey       | Ace of Base    |                     | The Sign von Ace of Base                                        |                                                            | Ace of Base (2)                        | Phil Collins                                      | Universal Amphitheater, Los Angeles         | [ 9 ]  |
| 6                | 1995 | Fox | TLC               |                   |                    | Real McCoy     |                     | Gangsta’s Paradise von Coolio                                   | Cracked Rear View von Hootie & the Blowfish                | TLC (3)                                | Jon Stewart                                       | Coliseum, New York City                     | [ 10 ] |
| 7                | 1996 | Fox | Alanis Morissette |                   | Alanis Morissette  | Tony Rich      |                     | Macarena von Los del Río                                        |                                                            | Mariah Carey (2)                       | Chris Rock                                        | Hard Rock Hotel, Las Vegas                  | [ 11 ] |
| 8                | 1997 | Fox | LeAnn Rimes       |                   | LeAnn Rimes        | Spice Girls    |                     | Candle in the Wind 1997 von Elton John                          | Spice von Spice Girls                                      | Elton John (4)                         | David Spade                                       | MGM Grand Garden Arena, Las Vegas, Nevada   | [ 12 ] |
| 9                | 1998 | Fox | Usher             |                   | Shania Twain       | Next           | Next                | Too Close von Next                                              | Titanic: Music from the Motion Picture von Celine Dion     | Next (8)                               | Kathy Griffin und Andy Dick                       | MGM Grand Garden Arena, Las Vegas, Nevada   | [ 13 ] |
| 10               | 1999 | Fox | Backstreet Boys   | Ricky Martin      | Britney Spears     |                | Backstreet Boys     | Believe von Cher                                                | Millennium von Backstreet Boys                             | Backstreet Boys (4)                    | Kathy Griffin und Adam Carolla                    | MGM Grand Garden Arena, Las Vegas, Nevada   | [ 14 ] |
| 11               | 2000 | Fox | Destiny’s Child   | Sisqó             | Christina Aguilera | Sisqó          | Destiny’s Child     | Breathe von Faith Hill                                          | No Strings Attached von NSYNC                              | Sisqó (6)                              | Kathy Griffin und NSYNC                           | MGM Grand Garden Arena, Las Vegas, Nevada   | [ 15 ] |
| 12               | 2001 | Fox | Destiny’s Child   | Shaggy            | Destiny’s Child    | Lifehouse      | Destiny’s Child     | Hanging by a Moment von Lifehouse                               | 1 von The Beatles                                          | R. Kelly, Tim McGraw (je 5)            | Bernie Mac                                        | MGM Grand Garden Arena, Las Vegas, Nevada   | [ 16 ] |
| 13               | 2002 | Fox | Nelly             | Nelly             | Ashanti            | Ashanti        | Creed               | How You Remind Me von Nickelback                                | The Eminem Show von Eminem                                 | Ashanti (8)                            | Cedric the Entertainer                            | MGM Grand Garden Arena, Las Vegas, Nevada   | [ 17 ] |
| 14               | 2003 | Fox | 50 Cent           |                   |                    |                |                     |                                                                 | Get Rich or Die Tryin’ von 50 Cent                         | R. Kelly (4)                           | Ryan Seacrest mit Nick Lachey und Jessica Simpson | MGM Grand Garden Arena, Las Vegas, Nevada   | [ 18 ] |
| 15               | 2004 | Fox | Usher             | Usher             | Alicia Keys        |                | Outkast             | Yeah! von Usher (feat. Lil Jon & Ludacris)                      | Confessions von Usher                                      | Usher (11)                             | Ryan Seacrest                                     | MGM Grand Garden Arena, Las Vegas, Nevada   | [ 19 ] |
| 16               | 2005 | Fox | 50 Cent           |                   |                    | Gwen Stefani   |                     | We Belong Together von Mariah Carey                             | The Massacre von 50 Cent                                   | 50 Cent, Green Day (je 6)              | LL Cool J                                         | MGM Grand Garden Arena, Las Vegas, Nevada   | [ 20 ] |
| 17               | 2006 | Fox | Chris Brown       | Chris Brown       | Rihanna            | Chris Brown    | Nickelback          | Bad Day von Daniel Powter                                       | Some Hearts von Carrie Underwood                           | Mary J. Blige (9)                      | ohne Moderation                                   | MGM Grand Garden Arena, Las Vegas, Nevada   | [ 21 ] |
| keine Verleihung |      |     |                   |                   |                    |                |                     |                                                                 |                                                            |                                        |                                                   |                                             |        |
| 18               | 2011 | ABC | Eminem            | Eminem            | Rihanna            | Justin Bieber  | The Black Eyed Peas | Dynamite von Taio Cruz                                          | Recovery von Eminem                                        | Eminem (6)                             | Ken Jeong                                         | MGM Grand Garden Arena, Las Vegas, Nevada   | [ 22 ] |
| 19               | 2012 | ABC | Adele             | Lil Wayne         | Adele              | Wiz Khalifa    | LMFAO               | Party Rock Anthem von LMFAO (feat. Lauren Bennett & GoonRock)   | 21 von Adele                                               | Adele (12)                             | Julie Bowen und Ty Burrell                        | MGM Grand Garden Arena, Las Vegas, Nevada   | [ 23 ] |
| 20               | 2013 | ABC | Taylor Swift      | Justin Bieber     | Taylor Swift       | One Direction  | One Direction       | Somebody That I Used to Know von Gotye (feat. Kimbra)           | Red von Taylor Swift                                       | Taylor Swift (8)                       | Tracy Morgan                                      | MGM Grand Garden Arena, Las Vegas, Nevada   | [ 24 ] |
| 21               | 2014 | ABC | Justin Timberlake | Justin Timberlake | Katy Perry         | Lorde          | Imagine Dragons     | Blurred Lines von Robin Thicke (feat. T.I. & Pharrell)          | The 20/20 Experience von Justin Timberlake                 | Justin Timberlake (7)                  | Ludacris                                          | MGM Grand Garden Arena, Las Vegas, Nevada   | [ 25 ] |
| 22               | 2015 | ABC | Taylor Swift      | Sam Smith         | Taylor Swift       | Sam Smith      | One Direction       | All About That Bass von Meghan Trainor                          | 1989 von Taylor Swift                                      | Taylor Swift (8)                       | Ludacris und Chrissy Teigen                       | MGM Grand Garden Arena, Las Vegas, Nevada   | [ 26 ] |
| 23               | 2016 | ABC | Adele             | Justin Bieber     | Adele              | Fetty Wap      | One Direction       | See You Again von Wiz Khalifa (feat. Charlie Puth)              | 25 von Adele                                               | The Weeknd (8)                         | Ludacris und Ciara                                | T-Mobile Arena, Paradise, Nevada            | [ 27 ] |
| 24               | 2017 | ABC | Drake             | Drake             | Beyoncé            | Zayn Malik     | Twenty One Pilots   | Closer von The Chainsmokers (feat. Halsey)                      | Views von Drake                                            | Drake (13)                             | Ludacris und Vanessa Hudgens                      | T-Mobile Arena, Paradise, Nevada            | [ 28 ] |
| 25               | 2018 | NBC | Ed Sheeran        | Ed Sheeran        | Taylor Swift       | Khalid         | Imagine Dragons     | Despacito von Luis Fonsi und Daddy Yankee (feat. Justin Bieber) | DAMN von Kendrick Lamar                                    | Ed Sheeran, Kendrick Lamar (je 6)      | Kelly Clarkson                                    | MGM Grand Garden Arena, Las Vegas, Nevada   | [ 29 ] |
| 26               | 2019 | NBC | Drake             | Drake             | Ariana Grande      | Juice Wrld     | BTS                 | Girls Like You von Maroon 5 (feat. Cardi B)                     | Scorpion von Drake                                         | Drake (12)                             | Kelly Clarkson                                    | MGM Grand Garden Arena, Las Vegas, Nevada   | [ 30 ] |
| 27               | 2020 | NBC | Post Malone       | Post Malone       | Billie Eilish      | Billie Eilish  | Jonas Brothers      | Old Town Road von Lil Nas X (feat. Billy Ray Cyrus)             | When We All Fall Asleep, Where Do We Go? von Billie Eilish | Post Malone (9)                        | Kelly Clarkson                                    | Dolby Theatre, Hollywood, Kalifornien       | [ 31 ] |
| 28               | 2021 | NBC | The Weeknd        | The Weeknd        | Taylor Swift       | Pop Smoke      | BTS                 | Blinding Lights von The Weeknd                                  | Shoot for the Stars, Aim for the Moon von Pop Smoke        | The Weeknd (10)                        | Nick Jonas                                        | Microsoft Theater, Los Angeles, Kalifornien | [ 32 ] |
| 29               | 2022 | NBC | Drake             | Drake             | Olivia Rodrigo     | Olivia Rodrigo | BTS                 | Stay von The Kid Laroi und Justin Bieber                        | Sour von Olivia Rodrigo                                    | Olivia Rodrigo (7)                     | Sean Combs                                        | MGM Grand Garden Arena, Las Vegas, Nevada   | [ 33 ] |
| 30               | 2023 | –   | Taylor Swift      | Morgan Wallen     | Taylor Swift       | Zach Bryan     | Fuerza Regida       | Last Night von Morgan Wallen                                    | One Thing at a Time von Morgan Wallen                      | Morgan Wallen (11)                     | Marriott Bonvoy                                   |                                             | [ 34 ] |

## Kategorien

### Derzeitige Kategorien
- Top Artist
- Top New Artist
- Top Male Artist
- Top Female Artist
- Top Duo/Group
- Top Billboard 200 Artist
- Top Billboard 200 Album
- Top Hot 100 Artist
- Top Hot 100 Song
- Top Touring Artist
- Top Song Sales Artist (seit 2016)
- Top Selling Album (seit 2018)
- Top Selling Song (seit 2016)
- Top Radio Songs Artist
- Top Radio Song
- Top Streaming Artist
- Top Streaming Song (Audio)
- Top Streaming Song (Video)
- Top R&B Artist
- Top R&B Male Artist (seit 2018)
- Top R&B Female Artist (seit 2018)
- Top R&B Album
- Top R&B Song
- Top R&B Tour (seit 2017)
- Top Rap Artist
- Top Rap Male Artist (seit 2018)
- Top Rap Female Artist (seit 2018)
- Top Rap Album
- Top Rap Song
- Top Rap Tour (seit 2017)
- Top Country Artist
- Top Country Male Artist (seit 2018)
- Top Country Female Artist (seit 2018)
- Top Country Duo/Group Artist (seit 2018)
- Top Country Album
- Top Country Song
- Top Country Tour (seit 2017)
- Top Rock Artist
- Top Rock Album
- Top Rock Song
- Top Rock Tour (seit 2017)
- Top Latin Artist
- Top Latin Male Artist (seit 2021)
- Top Latin Female Artist (seit 2021)
- Top Latin Duo/Group (seit 2021)
- Top Latin Album
- Top Latin Song
- Top Dance/Electronic Artist (seit 2014)
- Top Dance/Electronic Album (seit 2014)
- Top Dance/Electronic Song (seit 2014)
- Top Christian Artist
- Top Christian Album
- Top Christian Song
- Top Gospel Artist (seit 2016)
- Top Gospel Album (seit 2016)
- Top Gospel Song (seit 2016)
- Top Soundtrack (1993, 1998, 2000, 2006, seit 2015)
- Top Social Artist (Fanaward)
- Billboard Chart Achievement (seit 2015, Fanaward)
- Top Collaboration (seit 2017, Fanaward)

### Ehemalige Kategorien
- Top Alternative Album
- Top Alternative Artist
- Top Alternative Song
- Top Classical Crossover Artist
- Top Classical Crossover Album
- Top Country Collaboration (2017)
- Top Dance Artist (bis 2013)
- Top Dance Album (bis 2013)
- Top Dance Song (bis 2013)
- Top Digital Media Artist (bis 2012)
- Top Digital Songs Artist (bis 2015)
- Top Digital Song (bis 2015)
- Top EDM Artist (bis 2013)
- Top EDM Album (bis 2013)
- Top EDM Song (bis 2013)
- Top Independent Artists
- Top Independent Album
- Top Modern Rock Artist
- Top Modern Rock Track
- Top New Male Artist
- Top New Female Artist
- Top New Group/Band
- Top New Song
- Top Pop Song (bis 2013)
- Top Pop Album (bis 2013)
- Top Pop Artist (bis 2013)
- Top Pop Punk Artist
- Top Rap Artist (bis 2017)
- Top R&B Collaboration (2017)
- Top Rap Collaboration (2017)
- Top Rhythmic Top 40 Title
- Top Selling Single
- Top Soundtrack Single of the Year
- Milestone Award (2013, 2014)

### Spezialpreise

#### Artist Achievement Award
- 1993: Rod Stewart[35]
- 1994: Whitney Houston
- 1995: Janet Jackson
- 1996: Madonna
- 1997: Garth Brooks
- 1999: Aerosmith
- 2001: Janet Jackson
- 2002: Cher
- 2004: Destiny’s Child
- 2005: Kanye West[36]

#### Artist of the Decade Award
- 1990er: Mariah Carey
- 2000er: Eminem[37]
- 2010er: Drake[38]

#### Millennium Award
- 2011: Beyoncé
- 2012: Whitney Houston[39] (Den Award nahm ihre Tochter Bobbi Kristina Brown in Empfang)
- 2016: Britney Spears[40]

#### Century Award
- 1992: George Harrison[41]
- 1993: Buddy Guy
- 1994: Billy Joel
- 1995: Joni Mitchell
- 1996: Carlos Santana
- 1997: Chet Atkins
- 1998: James Taylor
- 1999: Emmylou Harris
- 2000: Randy Newman
- 2001: John Mellencamp
- 2002: Annie Lennox
- 2003: Sting
- 2004: Stevie Wonder
- 2005: Tom Petty
- 2006: Tony Bennett

#### Icon Award
- 2011: Neil Diamond
- 2012: Stevie Wonder
- 2013: Prince
- 2014: Jennifer Lopez
- 2016: Celine Dion
- 2017: Cher
- 2018: Janet Jackson
- 2019: Mariah Carey
- 2020: Garth Brooks
- 2021: P!nk
- 2022: Mary J. Blige

#### Spotlight Award
1988 wurde Michael Jackson mit dem Spotlight-Award ausgezeichnet, da er fünf Nummer-eins-Hits in Folge aus einem Album hatte. Erst 2012 gelang dies Katy Perry erneut.

#### Change Maker Award
- 2020: Killer Mike[42][43]
- 2021: Trae Tha Truth
- 2022: Mari Copeny

#### Weitere Awards
- 1992: Special Award zum 10. Jubiläum von Thriller von Michael Jackson[44]
- 1992: No. 1 World Album für Dangerous und No. 1 World Single for Black or White: Michael Jackson
- 1993: Special Award für die Single mit den meisten Wochen auf Platz 1 in den Billboard Hot 100: Whitney Houston (14 Wochen mit I Will Always Love You)[45]
- 1996: Special Award für die Single mit den meisten Wochen auf Platz 1 in den Billboard Hot 100: Boyz II Men (16 Wochen für One Sweet Day)
- 1997: Special Award für Candle in the Wind 1997 als am besten verkaufte Single aller Zeiten: Elton John und Bernie Taupin
- 1998: Special Award für die meisten Platz 1 Erfolge eines weiblichen Künstlers: Mariah Carey (13)
- 2000: Special Award für die besten Wochenvekäufe (Album): No Strings Attached von NSYNC[46]
- 2000: Special Award für die besten Wochenverkäufe (Album) eines weiblichen Künstlers: Oops!… I Did It Again von Britney Spears
- 2001: Special Award für die besten Wochenverkäufe (Album): Celebrity von *NSYNC
- 2002: Special Award für das Album Thriller, das mit 37 Wochen länger als jedes Album auf Platz 1 der Billboard 200 blieb: Michael Jackson[47]

## Anzahl der Auszeichnungen nach Künstler
Mit jeweils 43 Auszeichnungen haben der Rapper Drake und Taylor Swift die bislang die meisten Awards erhalten. Daher wurde Drake 2021 beim Stand von 29 Awards als Künstler des Jahrzehnts ausgezeichnet. Mit 13 Awards führt er auch die meisten Awards an einem Abend an. Bei den Frauen gewann Taylor Swift mit 29 die meisten Awards. Sie führte bis 2019 die Liste an. Mit Stand der Verleihung 2023 sind die 10 Künstler mit den meisten Auszeichnungen:
| Rang | Künstler        | Anzahl |
| ---- | --------------- | ------ |
| 1.   | Drake           | 43     |
| 2.   | Taylor Swift    | 43     |
| 3.   | Justin Bieber   | 31     |
| 4.   | Kanye West      | 23     |
| 5.   | The Weeknd      | 22     |
| 6.   | Garth Brooks    | 19     |
| 7.   | Adele           | 18     |
| 7.   | Usher           | 18     |
| 9.   | Eminem          | 17     |
| 10.  | Whitney Houston | 16     |

## Liste der Gewinner aus Deutschland, Österreich und der Schweiz
- 1995:  Real McCoy (New Artist of the Year)
- 2016:  Zedd – True Colors (Top Dance/Electronic Album)